# Tom Clancy's Rainbow Six
Tom Clancy's Rainbow Six (abreviado frecuentemente como Rainbow Six) es una franquicia de videojuegos de disparos táctico en primera persona de Ubisoft, basada en las obras del escritor estadounidense Tom Clancy. Los juegos de la franquicia, que gozan de un éxito crítico y comercial, giran en torno a una unidad antiterrorista internacional ficticia llamada Rainbow.

## Videojuegos

### Lista de juegos lanzados
| Títulos                                                             | PC                            | Consolas                                                                                  | Consolas portátiles y móviles                      | Comentarios                             |
| ------------------------------------------------------------------- | ----------------------------- | ----------------------------------------------------------------------------------------- | -------------------------------------------------- | --------------------------------------- |
| Tom Clancy's Rainbow Six                                            | Windows (1998), Mac OS (1999) | Nintendo 64, PlayStation (1999), Dreamcast (2000)                                         | Game Boy Color (2000)                              |                                         |
| Tom Clancy's Rainbow Six Mission Pack: Eagle Watch                  | Windows (1999)                | Dreamcast, PlayStation (1999)                                                             |                                                    | Expansión                               |
| Tom Clancy's Rainbow Six: Rogue Spear                               | Windows (1999), MacOS (2001)  | Dreamcast (2000), PlayStation, (2001)                                                     | Game Boy Advance (2002)                            |                                         |
| Tom Clancy's Rainbow Six: Rogue Spear Mission Pack Urban Operations | Windows (2000)                | Dreamcast (2000)                                                                          |                                                    | Expansión                               |
| Tom Clancy's Rainbow Six: Rogue Spear Covert Ops Essentials         | Windows (2000)                |                                                                                           |                                                    | Expansión (independiente)               |
| Tom Clancy's Rainbow Six: Rogue Spear Black Thorn                   | Windows (2001)                |                                                                                           |                                                    | Expansión (independiente)               |
| Tom Clancy's Rainbow Six: Take-Down – Missions in Korea             | Windows (2001)                |                                                                                           |                                                    | Lanzado exclusivamente en Corea del Sur |
| Tom Clancy's Rainbow Six: Lone Wolf                                 |                               | PlayStation (2002)                                                                        |                                                    |                                         |
| Tom Clancy's Rainbow Six 3: Raven Shield                            | Windows, MacOS (2003)         | Xbox (2003), PlayStation 2, Nintendo GameCube (2004)                                      | Teléfono móvil (2004)                              |                                         |
| Tom Clancy's Rainbow Six 3: Athena Sword                            | Windows, MacOS (2004)         |                                                                                           |                                                    | Expansión                               |
| Tom Clancy's Rainbow Six 3: Black Arrow                             |                               | Xbox (2004)                                                                               |                                                    |                                         |
| Tom Clancy's Rainbow Six 3: Iron Wrath                              | Windows (2005)                |                                                                                           |                                                    | Expansión (DLC)                         |
| Tom Clancy's Rainbow Six: Broken Wings                              |                               |                                                                                           | Teléfono móvil (2003)                              |                                         |
| Tom Clancy's Rainbow Six: Urban Crisis                              |                               |                                                                                           | Teléfono móvil (2003)                              |                                         |
| Tom Clancy's Rainbow Six: Lockdown                                  | Windows (2006)                | PlayStation 2, Xbox, Nintendo GameCube (2005)                                             | Teléfono móvil (2005)                              |                                         |
| Tom Clancy's Rainbow Six: Critical Hour                             |                               | Xbox (2006)                                                                               |                                                    |                                         |
| Tom Clancy's Rainbow Six: Vegas                                     | Windows (2006)                | PlayStation 3, Xbox 360 (2007)                                                            | Teléfono móvil (2006), PlayStation Portable (2007) |                                         |
| Tom Clancy's Rainbow Six: Vegas 2                                   | Windows (2008)                | PlayStation 3, Xbox 360 (2008)                                                            |                                                    |                                         |
| Tom Clancy's Rainbow Six: Shadow Vanguard                           |                               |                                                                                           | IOS, Xperia Play (2011), Android (2012)            | Basado en el juego original             |
| Tom Clancy's Rainbow Six: Siege                                     | Windows (2015)                | PlayStation 4, Xbox One (2015), PlayStation 5, Xbox Series X/S (2020), Amazon Luna (2022) |                                                    |                                         |
| Tom Clancy's Rainbow Six: Extraction                                | Windows (2022)                | PlayStation 4, PlayStation 5, Xbox One, Xbox Series X/S, Amazon Luna                      |                                                    |                                         |
| Tom Clancy's Rainbow Six Mobile                                     |                               |                                                                                           | IOS, Android (2023)                                |                                         |